# Geogliefen in de Amazone

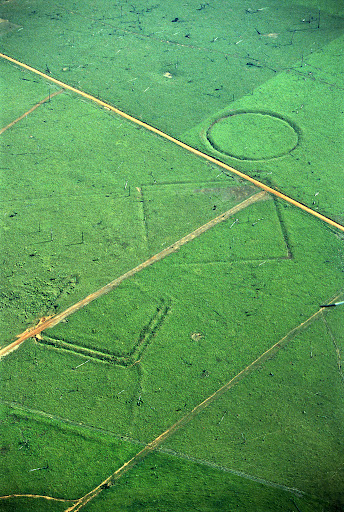
Fazenda Colorada, geogliefen op ontbost land in de Amazone

De geogliefen in de Amazone zijn aardwerken met vaak geometrische vormen, zogeheten geogliefen, aangelegd door greppels en aangrenzende aardwallen. Ze zijn vooral te vinden in de Braziliaanse staat Acre.

## Sites
Sites met geogliefen zijn onder meer Fazenda Parana, Fazenda Colorada, Fazenda Atlantica, Fazenda Iquiri II, Coquerial, Severino Calazans en Jacó Sá.

## Ontdekking
Alceu Ranzi zag de aardwerken voor het eerst in 1977 in het gebied Rio Branco in de Braziliaanse staat Acre vanuit een vliegtuig van het Smithsonian Institute, tijdens het National Program of Archaeological Research. De heersende opvatting was dat het dichte regenwoud geen grote volkeren zou kunnen herbergen – laat staan dat er hoogstaande architecturale werken zouden worden gevonden. Pas 11 jaar na zijn observatie benoemde hij de aardwerken, en beschreef ze als geogliefen. Toen hij in 1999 de werken wederom in het oog kreeg, hervatte hij, nu verbonden aan de Federale Universiteit van Acre, onderzoek naar de geogliefen, samen met collega's Denise Schaan van de Federale Universiteit van Pará en Martti Pärssinen van de Universiteit van Helsinki. Ze deden hun eerste verslag in Antiquity (december 2009).

## Beschrijving en mogelijke functies
De geogliefen bestaan vaak uit geometrische figuren als vierkanten en cirkels, opgeworpen door greppels en aangrenzende wallen die met de grond uit de greppel zijn opgeworpen. De figuren zijn al dan niet verbonden door wegen. De geometrische aardwerken liggen op zorgvuldig geselecteerde verhoogde, maar vlakke terrassen.
Er zijn verschillende verklaringen voor de functie van de geogliefen. Ontdekkingsreizigers William Chandless beschreef in 1866 dat de bewoners van een dorp in dit gebied bij de Acre vertelden dat een greppel, die zich bij het dorp bevond, gebruikt werd voor feesten en ceremonies. Het is echter niet zeker of dit ook het oorspronkelijke doeleinde was, aangezien de aardwerken veel ouder zijn. Enkele wetenschappers denken dat ze oorspronkelijk als verdedigingswerken dienden. Pärssinen noemt ten slotte ook de mogelijkheid van aquacultuur voor bijvoorbeeld het houden van schildpadden; in regenseizoenen komen sommige greppels vol te staan met water.
De zijden van meerdere vierkanten zijn op de windrichtingen georiënteerd en kunnen kosmologisch van betekenis zijn geweest in verband met solstitium en equinox.

## Datering
De aardwerken zijn in de loop der tijd steeds ouder gedateerd, van 1283 n.Chr. (in 2009) naar 2000 BP (in 2012). In de geoglief Severino Calazans werd een meting gedaan met als resultaat 2577 v.Chr.

## Aantallen
Pärssinen schat dat er mogelijk 1500 geogliefen kunnen worden gevonden en autoriteiten zijn het er over eens dat deze aardwerken, blootgelegd door moderne ontbossing, slechts een fractie vertegenwoordigen van het totaal, dat onontdekt onder het intacte zuidelijke Amazoneregenwoud ligt.